# Como Agarrar um Ex-Marido
"Como Agarrar um Ex-Marido" é o quinto episódio da primeira temporada da sitcom brasileira Sob Nova Direção, protagonizada por Heloísa Perissé e Ingrid Guimarães, e exibida pela Rede Globo no dia 16 de maio de 2004. Após o piloto de final de ano exibido no dia 28 de dezembro de 2003, a série foi escolhida pela Rede Globo para fazer parte de sua programação, sendo encomendados 35 episódios exibidos sempre nas noites de domingo, após o Fantástico.
O episódio "Como Agarrar um Ex-Marido" conta com as participações especiais de Mônica Martelli e Ricardo Kosovski, que já estiveram no primeiro episódio do programa, "Axé do Dengo", além de Alice Borges e Stepan Nercessian. No episódio,  Belinha volta a se envolver com seu ex-marido após ele descobrir uma traição de sua atual esposa. Enquanto isso, Pit entra em um grupo de auto-ajuda para mulheres, pois está cansada de ser maltratada pelos homens. A confusão se inicia quando Pit se torna amiga de Jéssica no grupo e vão para o mesmo apartamento em que estão Belinha e Carlos.

## História
Exibido no dia 16 de maio de 2004, "Como Agarrar Um Ex-Marido" começa com Pit (Ingrid Guimarães) e Belinha (Heloísa Perissé) cantando a música "Canção da América" (de Milton Nascimento) no bar que administram. Após pedidos para cantarem a música "Andança" (de Beth Carvalho), Pit "some" e só chega no dia seguinte após mais uma desilusão amorosa e decide dar um tempo em correr atrás de homem. Em seguida, Carlos (Ricardo Kosovski), com quem Belinha foi casada por muitos anos, reaparece pedindo perdendo a ela, após ver em uma capa de revista que Jéssica (Monica Martelli), sua atual esposa, estava aos beijos com um bombeiro. Belinha resiste em sair com ele, mas logo cede depois de ver que ele está muito abalado com a recente separação. Enquanto isso, Pit entra em um grupo de auto-ajuda para mulheres, intitulado MACACA (Mulheres Apaixonadas por Canalhas Agora Conseguem se Amar), pois está cansada de ser maltratada pelos homens. Após se desentenderem, a líder do grupo (Alice Borges) faz com que as duas se entendam.
Enquanto isso, Belinha vai disfarçada se encontrar com Carlos num restaurante, enquanto Pit e Jéssica começam a amizade, decidindo passar a noite falando mal de seus antigos namorados e vão para o antigo apartamento de Carlos, do qual Jéssica tem a chave. À noite, Pit e Belinha estão se arrumando para se encontrar com Jéssica e Carlos, respectivamente, sem desconfiar uma da outra, e Belinha vai à cozinha do bar, pega um cutelo e conta para Franco (Luis Carlos Tourinho) e Moreno (Luis Miranda) que vai fazer um picadinho de Carlos, mas os dois levam para o sentido literal e se assustam. Além disso, os dois também descobrem que as duas deram o mesmo endereço para os dois e acham que as três (Belinha, Pit e Jéssica) irão matar Carlos e decidem procurar o delegado (Stepan Nercessian) para denunciá-las.
Belinha e Carlos chegam primeiro ao apartamento, e ao tentar tirar a gravata de Carlos, Franco e Moreno, que estão do lado de fora, vêem de outra maneira e acham que Belinha está tentando matar o ex-marido. Em seguida, Belinha vai ao banheiro, enquanto Jéssica chega ao apartamento e Carlos dá um jeito de prendê-la no quarto. Ao avisar que Jéssica está no apartamento, Carlos leva Belinha, que está com o cutelo na mão, para a varanda, onde Franco e Moreno estão, e se assustam ao ver Belinha com o instrumento na mão. Ao tentar se livrar de Belinha, Carlos decide deixá-la no corredor do prédio, onde Belinha encontra Pit. Jéssica, por sua vez, ao abrir a porta, dá de cara com Pit e imagina que ela seja amante de Carlos, o que gera uma grande confusão e deixa todos na delegacia. No final, após a confusão, Carlos e Jéssica voltam a ficar juntos, e Belinha, Pit. Franco e Moreno terminam cantando a mesma canção do início.